# 卢家湾
卢家湾是位于上海市原卢湾区中部的一个地区，原为肇嘉浜的一个河湾，罗姓聚居于此，故而得名罗家湾，因“罗”“卢”在沪语中发音相同，遂讹为今名。原为上海法租界和华界的边缘地区，上海法租界总巡捕房及监狱位于此处，附近系小型工业区和平民聚居区。1990年代以后，成为房地产开发热点区域，迅速演变为新兴的高层住宅区。该地区大致范围东至淡水路、鲁班路，西至泰康路，南至斜徐路，北至建国中路。